# Chamizal (Nuevo México)
Chamizal es un lugar designado por el censo ubicado en el condado de Socorro en el estado estadounidense de Nuevo México. En el Censo de 2010 tenía una población de 101 habitantes y una densidad poblacional de 88,23 personas por km².

## Geografía
Chamizal se encuentra ubicado en las coordenadas 34°13′6″N 106°54′54″O / 34.21833, -106.91500. Según la Oficina del Censo de los Estados Unidos, Chamizal tiene una superficie total de 1.14 km², de la cual 1.14 km² corresponden a tierra firme y (0%) 0 km² es agua.

## Demografía
Según el censo de 2010, había 101 personas residiendo en Chamizal. La densidad de población era de 88,23 hab./km². De los 101 habitantes, Chamizal estaba compuesto por el 74.26% blancos, el 0.99% eran afroamericanos, el 5.94% eran amerindios, el 2.97% eran asiáticos, el 0% eran isleños del Pacífico, el 5.94% eran de otras razas y el 9.9% pertenecían a dos o más razas. Del total de la población el 48.51% eran hispanos o latinos de cualquier raza.